# Peter Ording
Peter Ording (* 22. Dezember 1976 in Stade) ist ein ehemaliger deutscher Ruderer. Sein größter Erfolg war der Titelgewinn bei den Weltmeisterschaften im Leichtgewichts-Einer 2004.
Ording wurde im Jahr 2000 erstmals Deutscher Meister im Leichtgewichts-Einer und wurde für die Weltmeisterschaften in Zagreb nominiert, wo er in dieser Bootsklasse den 13. Platz belegte. Im folgenden Jahr verlor er zwar seinen Meistertitel an Ingo Euler, da dieser jedoch im Leichtgewichts-Doppelzweier startete, ruderte Ording bei den Ruder-Weltmeisterschaften 2001 erneut im Einer und erreichte das B-Finale, insgesamt belegte er den zehnten Platz.
2002 startete Ording zusammen mit Manuel Brehmer im Leichtgewichts-Doppelzweier, bei den Weltmeisterschaften in Sevilla belegten sie den vierten Platz. 2003 wurde Ording wieder Deutscher Meister im Leichtgewichts-Einer, verlor jedoch seinen Platz im olympischen Doppelzweier wieder an Euler. Bei den Weltmeisterschaften in Mailand gewann er erstmals eine Medaille, im Leichtgewichts-Einer errang er Bronze.
Seinen größten Erfolg erreichte Ording 2004, bei den Weltmeisterschaften in Banyoles wurde er Weltmeister im Leichtgewichts-Einer.
Anschließend beendete Ording, der zuletzt für die Lübecker RG startete, seine Karriere.

## Internationale Erfolge
- 2000: 13. Platz Weltmeisterschaften im Leichtgewichts-Einer
- 2001: 10. Platz Weltmeisterschaften im Leichtgewichts-Einer
- 2002: 4. Platz Weltmeisterschaften im Leichtgewichts-Doppelzweier
- 2003: 3. Platz Weltmeisterschaften im Leichtgewichts-Einer
- 2004: 1. Platz Weltmeisterschaften im Leichtgewichts-Einer